# Hongxi-Brücke
Die Hongxi-Brücke (chinesisch 洪溪特大桥) führt den Lining Expressway (G 4012) in einer Höhe von etwa 230 m über das tief eingeschnittene Tal des Flusses Feiyun bei der Stadt Taishun in der Provinz Zhejiang in der Volksrepublik China. Sie ist die höchste Brücke in Zhejiang, gehört zu den höchsten Brücken der Welt und ist die höchste Extradosed-Brücke der Welt.
Die etwa 560 m lange Extradosed-Brücke hat in jeder Fahrtrichtung zwei Fahrspuren und einen Pannenstreifen. Sie besteht aus zwei getrennten Bauwerken für die beiden Fahrtrichtungen, die in einem Abstand von ca. 20 m zueinander stehen. Ihre Pfeiler haben einen Achsabstand von 265 m; einer von ihnen erreicht eine Höhe von 177 m.
Die Brücke wurde am 22. Dezember 2020 mit der Eröffnung des Lining Expressway  zwischen Wencheng und Taishun eingeweiht.